# NARグランプリベストフェアプレイ賞
NARグランプリベストフェアプレイ賞（エヌエイアールグランプリベストフェアプレイしょう）とは、NARグランプリの表彰者部門のひとつである。
1992年度創設。年間100勝以上を挙げ、かつ一度も制裁を受けていない騎手のなかから、成績をもとに1名が選定される。
2024年度よりNARグランプリフェアプレイ賞（エヌエイアールグランプリフェアプレイしょう）に改称された。
かつてはNARグランプリの本賞とは別に「フェアプレイ賞」があり、本賞とは異なる基準により地区ごとに1名ずつ表彰されていた。

## 歴代受賞者
| 年度   | 受賞者     | 所属 |
| ------ | ---------- | ---- |
| 1992年 | 田原真二   | 益田 |
| 1993年 | 小國博行   | 上山 |
| 1994年 | 渡辺壮     | 金沢 |
| 1995年 | 菅原勲     | 岩手 |
| 1996年 | 榎伸彦     | 新潟 |
| 1997年 | 蔵重浩一郎 | 金沢 |
| 1998年 | 川原正一   | 笠松 |
| 1999年 | 桑島孝春   | 船橋 |
| 2000年 | 川原正一   | 笠松 |
| 2001年 | 小林俊彦   | 岩手 |
| 2002年 | 小林俊彦   | 岩手 |
| 2003年 | 菅原勲     | 岩手 |
| 2004年 | 小林俊彦   | 岩手 |
| 2005年 | 今野忠成   | 川崎 |
| 2006年 | 戸崎圭太   | 大井 |
| 2007年 | 菅原勲     | 岩手 |
| 2008年 | 吉原寛人   | 金沢 |
| 2009年 | 今野忠成   | 川崎 |
| 2010年 | 田中学     | 兵庫 |
| 2011年 | 赤岡修次   | 高知 |
| 2012年 | 赤岡修次   | 高知 |
| 2013年 | 木村健     | 兵庫 |
| 2014年 | 木村健     | 兵庫 |
| 2015年 | 山口勲     | 佐賀 |
| 2016年 | 山口勲     | 佐賀 |
| 2017年 | 岡部誠     | 愛知 |
| 2018年 | 赤岡修次   | 高知 |
| 2019年 | 森泰斗     | 船橋 |
| 2020年 | 高松亮     | 岩手 |
| 2021年 | 岡部誠     | 愛知 |
| 2022年 | 岡部誠     | 愛知 |
| 2023年 | 渡邊竜也   | 笠松 |
| 2024年 | 村上忍     | 岩手 |